# In vitro
In vitro (от латински: в стъкло) е технология за извършване на експерименти, когато опитите се провеждат „в епруветка“ – извън живия организъм. В общия смисъл този термин се противопоставя на термина in vivo – експеримент върху жив организъм (човек или животно). Много експерименти, имащи отношение към молекулярната биология, биохимията, фармакологията, медицината, генетиката и др., се извършват извън организма, върху култура от живи клетки или в безклетъчен модел.
Експериментите in vitro, в тези случаи, когато алтернатива са изследвания върху животни или човек, се смятат за по-малко достоверни, отколкото in vivo, и често са само необходим предварителен стадий за оценка на възможността и необходимостта от следващи изследвания in vivo. Тяхно важно предимство е, че те често поевтиняват предварителните стадии от изследванията и позволяват да се запази животът на опитните животни.

## Употреба на термина
При използването в текст на латински термини, в това число и на in vitro и in vivo, често те се пишат с курсивен шрифт.
В качеството на необикновен пример за използване на термина може да се посочи изразът „оплождане in vitro“, често опростявано в ежедневния език до „дете от епруветка“. Изразът е неточен, тъй като тук става въпрос не за експеримент, а за медицинска манипулация.